# 新田部親王
新田部親王（にいたべしんのう）は、天武天皇の皇子。新田部皇子（にいたべのみこ）とも呼ばれる。 奈良時代初期に舎人親王、長屋王とともに皇親勢力として権勢を振るった。

## 経歴
文武天皇4年（700年）浄広弐に叙せられ、大宝元年（701年）の大宝令の制定に伴う位階制度への移行を通じて三品となる。慶雲4年（707年）文武天皇の葬儀に際し造御竈司を務めた際は二品の位階にあった。
養老3年（719年）ときの元正天皇は、舎人・新田部の両親王に皇太子首親王（のちの聖武天皇）の補佐を命じるとともに、皇室の年長者であり天皇にとっても重要な人物であるとして褒賞し、それぞれ内舎人・大舎人・衛士を与え、封戸を加増する。このとき新田部親王が与えられたのは内舎人2人・大舎人4人・衛士20人・封戸500戸（従前と合わせて1500戸）であった。
養老4年（720年）右大臣・藤原不比等が薨御すると、新田部親王は知五衛及授刀舎人事に任命され、朝廷直轄の軍事力（五衛府・授刀舎人寮）の統括者となる。このとき同時に知太政官事に就任して太政官の首班に立った舎人親王、翌養老5年（721年）に右大臣に任ぜられた長屋王とともに皇親政権を構成した。
神亀元年（724年）聖武天皇の即位に伴って一品に昇叙される。なお、『続日本紀』神亀5年（728年）7月21日条には「三品大将軍新田部親王に勅して明一品を授く」とあるが、このときすでに新田部は一品であり、「明一品」は大宝令施行とともに廃止された冠位四十八階における皇親の最高位である。この記事の意味は判然としないが、新田部がこれまでに「大将軍」の称号を有していたことがわかる。神亀6年（729年）に発生した長屋王の変では、六衛府の軍隊が屋敷を包囲するなか、舎人親王らとともに派遣されてその罪の糾問に当たっている。天平3年（731年）畿内に惣管、諸道に鎮撫使が設置された際には、大惣管に任じられた。
天平7年（735年）9月30日薨去。最終官位は大将軍一品。葬儀に際して、ともに皇親政権を支えた舎人親王が派遣されて聖武天皇の弔意が伝えられた。なお、約1ヶ月半後には舎人親王も後を追うように薨去している。

## 邸宅
新田部の邸宅のあった地は、その後、鑑真に与えられ唐招提寺となった。21世紀の発掘調査の過程で邸宅の遺跡から、部分的に金箔や漆で覆われた塼仏の破片が発掘されている。

## 官歴
『続日本紀』による。
- 文武天皇4年（700年） 正月7日：浄広弐
- 時期不詳：三品
- 大宝4年（704年） 正月11日：益封100戸
- 時期不詳：二品
- 慶雲4年（707年） 10月3日：造御竃司（文武天皇葬儀）
- 和銅7年（714年） 正月3日：益封200戸
- 養老3年（719年） 10月17日：内舎人2人。大舎人4人。衛士20人。益封500戸（以前の封戸と合計で1500戸）
- 養老4年（720年） 8月4日：知五衛及授刀舎人事
- 神亀元年（724年） 2月4日：一品
- 時期不詳：大将軍
- 神亀5年（728年） 7月21日：明一品。8月1日：授刀舎人寮が中衛府に改組
- 天平3年（731年） 11月22日：大惣管

## 系譜
- 父：天武天皇[6]
- 母：五百重娘[6]（藤原鎌足の娘、のち藤原不比等の妻、藤原麻呂の母）
- 生母不詳の子女
  - 長男：塩焼王[7]（?-764）
  - 次男：道祖王[8]（?-757） - 孝謙天皇の皇太子
  - 男子：長野王[9]
  - 女子：陽侯女王[10] - 藤原仲麻呂の妻
  - 女子：忍坂女王[11]
  - 女子：石田女王[11]

なお、神護景雲3年（769年）1月に塩焼王の未亡人である不破内親王が称徳天皇を呪詛したとして、「厨真人厨女」と改姓・改名させられた上で、平城京内の居住を禁止される処罰を受けた際に、共犯者として忍坂・石田の2人の名が挙げられている。

## 登場する小説
- 深谷忠記『迷界流転』（『平城京脱人事権』と改題）中央公論社、1998年、のち『中公文庫』（2001年）、『光文社文庫』（2004年）
- 永井路子『殯の庭』(短編集『裸足の皇女』に収録 文藝春秋 1989年、のち文春文庫 1992年) 主人公である新田部が宮廷の争いに翻弄されながらも身を立てていく姿を描いた短編